# Centre Sportif de Colovray

Centre Sportif de Colovray Nyon (en español, El Centro Deportivo de Colovray Nyon), es un complejo deportivo ubicado en Nyon, en Suiza, cerca del lago Lago Lemán, también conocido como Lago de Ginebra, es donde el FC Stade Nyonnais juega como local, el complejo deportivo se encuentra frente a la sede de la UEFA . El centro cuenta con 6 emplazamientos para diferentes disciplinas y alberga una gran variedad de actividades, fútbol, rugby y atletismo. El estadio tiene 860 asientos y el resto está de pie.
Superficie: 100.000 metros cuadrados +
El récord de asistencia para el terreno es 6.800 espectadores cuando jugó el Real Madrid en 2001.
El centro cubre más de 100.000 metros cuadrados y cuenta con 6 campos:
En 2008, para la EURO 2008, Turquía tenía su campamento base en este terreno.
Este estadio es la sede de la final de la Liga Juvenil de la UEFA y ha albergado la fase final de las primeras ediciones del Campeonato Europeo Femenino Sub-17 de la UEFA.